# Gaius Atilius Regulus (Konsul 225 v. Chr.)
Gaius Atilius Regulus († 225 v. Chr.) war ein römischer Politiker, der in der Schlacht bei Telamon fiel.
Er entstammte dem im 4. und 3. Jahrhundert v. Chr. bedeutenden Geschlecht der Atilii Reguli. Sein Vater war der berühmte Konsul der Jahre 267 und 255 v. Chr., Marcus Atilius Regulus, der in karthagischer Gefangenschaft starb; sein Bruder Marcus war Konsul in den Jahren 227 und 217 v. Chr. Er selbst wurde 225 v. Chr. zusammen mit Lucius Aemilius Papus zum Konsul gewählt und nach Sardinien zur Unterdrückung eines Aufstandes entsandt. Bei seiner Rückkehr nach Italien stieß er mit seinem Amtskollegen bei Telamon mit einem großen keltischen Heer zusammen. Die Römer errangen zwar einen großen Sieg, doch Regulus fiel in der Schlacht.